# Маньчжуро-Чжалайнорская операция (1929)
Маньчжуро-Чжалайнорская операция — военная операция во время советско-китайского вооружённого конфликта на КВЖД, проводившаяся частями Особой Дальневосточной армии РККА 17-20 ноября 1929 года.

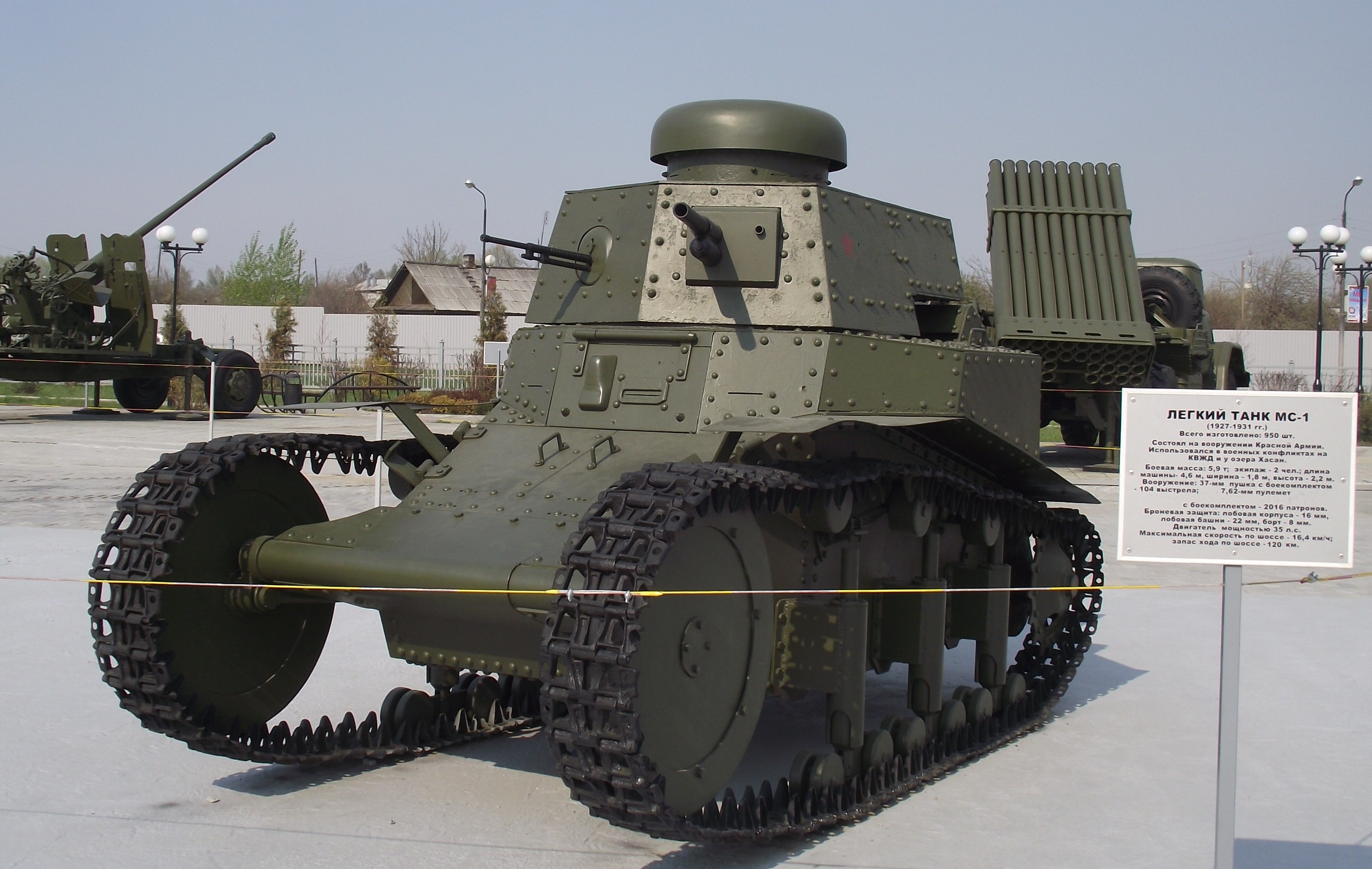
Реплика танка МС-1 в музее. Фото 2013 г.

Главной операцией РККА во время конфликта на КВЖД стала Маньчжуро-Чжалайнорская операция.
Забайкальская группа войск в составе 18-го стрелкового корпуса (35-я, 36-я стрелковые дивизии, 5-я отдельная кавалерийская бригада), 21-й стрелковой дивизии, отдельного кавалерийского дивизиона и частей усиления (всего около 8 тыс. чел,, 88 орудий, 497 пулемётов, 3 бронепоезда, 9 танков и 32 самолёта) под командованием С. С. Вострецова получила приказ разгромить маньчжуро-чжалайнорскую группировку пр-ка (15 тыс. чел., 26 пулемётов, 34 бомбомёта, 25 орудий и 2 бронепоезда), Во главе которой стоял командующий китайским Северо-Западным фронтом генерал-лейтенант Лян Чжу-цзян. Советское наступление было направлено на два укреплённых региона с центрами в Маньчжоули и Чжалайноре. В этих районах китайцы прорыли многие километры противотанковых рвов и построили укрепления. Замысел операции заключался в рассечении группировки противника на части и последовательном их уничтожении. 
Наступление началось в ночь на 17 ноября, в мороз около −20 °C. Чтобы обеспечить эффект внезапности, были предприняты все меры к должной маскировке. Оперативная группа под командованием Д. С. Фролова перешла государственную границу, преодолела вал Чингисхана и, пройдя незамеченной свыше 30 километров, захватила рудник Беляно в 8 км южнее города Маньчжурия, а затем перекрыла дороги и заняла господствующие высоты южнее и западнее города; одновременно с севера к городу подошла группа Стрельцова. Кольцо окружения замкнули подошедший с востока 106-й стрелковый полк и Бурятский кавалерийский дивизион. Вслед за этим 6 советских самолётов нанесли удар по военным объектам в городе (были разбиты казармы и выведена из строя радиостанция), а три самолёта сбросили бомбы на крепость Любенсянь, вызвав здесь пожары. Воспользовавшись замешательством противника, одна из стрелковых рот группы Стрельцова под прикрытием огня артиллерии и пулемётов ворвалась в китайские окопы на северной окраине города.
Поскольку советская кавалерия перерезала железную дорогу у Чжалайнора, китайские войска не могли ни отступить по ней, ни получить подкрепления.
В ночь с 17 на 18 ноября 1929 года противник предпринял попытку прорыва из города на юг, в результате Бурятский кавалерийский дивизион оставил высоту 444.88 и отступил к разъезду Абагайтуй. С целью исправить положение, командир 21-й стрелковой дивизии П. И. Ашахманов на 4 грузовиках спешно перебросил в район Беляно прибывшие из Читы подкрепления: одну роту 61-го Осинского стрелкового полка и команду пеших разведчиков, которые контратаковали и отбросили противника.
18 ноября, перейдя замёрзшую реку Аргунь, наступление на Чжалайнор начала 5-я Кубанская кавалерийская бригада (командир — К. К. Рокоссовский), которая совместно с подразделениями 36-й Забайкальской стрелковой дивизии предотвратила вторую попытку прорыва гарнизона из окружения.
В этот же день, бойцы 35-й и 36-й стрелковых дивизий РККА при поддержке танков МС-1 сумели сломить сопротивление противника прежде, чем замеченные с воздуха подкрепления успели подойти. Город Чжалайнор был взят, несмотря на инженерные укрепления и ожесточённое сопротивление китайских войск. Когда советские части вошли в Чжалайнор, город находился в состоянии хаоса. Все окна выбиты, на улицах — брошенное военное имущество.
19 ноября Красная армия повернула на Маньчжоули; китайские укрепления южнее и юго-западнее Чжалайнора были взяты через полтора часа.
Утром 20 ноября силы С. С. Вострецова окружили Маньчжоули и предъявили китайскому командованию ультиматум. В этот же день гарнизон капитулировал. 
Вместе со штабом в плен сдались командующий Северо-Западным фронтом генерал Лян Чжу-цзян и около 250 офицеров Мукденской армии. Китайские войска понесли значительные потери — около 1500 убитыми и свыше 8000 пленными, были разгромлены 15-я и 17-я смешанные бригады, трофеями советской армии стали артиллерийские орудия, два бронепоезда, большое количество военного имущества. В боях за Чжалайнор и Маньчжоули РККА потеряла 123 военнослужащих убитыми и 605 ранеными.
Для преследования остатков отходившего противника была создана подвижная группа из бронепоездов и пехоты в эшелонах и на автомашинах. 23 ноября советские войска заняли станцию Цаган, а 27 ноября — город Хайлар. Это был первый пример операции на окружение, проведённой советскими войсками после Гражданской войны.